# Dennis Hall
Dennis Hall, född 5 februari 1971 i Milwaukee, Wisconsin, är en amerikansk brottare som tog OS-silver i bantamviktsbrottning i den grekisk-romerska klassen 1996 i Atlanta.